# Erich Wiesner
Erich Wiesner (Weimar, 1897. április 17. – Schwerin, 1968. október 16.) német politikus és újságíró, a második világháború után rövid ideig Stettin polgármestere.
Az első világháborúban katonaként vett részt, a második világháborúban az ellenállást erősítette.